# Французская литература XIX века
Французская литература XIX века  создавалась в динамичный период истории Франции, который видел подъём демократии, конец французской монархии и Империи. Этот период охватывает консульство Наполеона Бонапарта (1799—1804), годы Первой Империи (1804—1814), правление Людовика XVIII и Карла Х (1814—1830), Луи-Филиппа Орлеанского (1830—1848), годы Второй Республики (1848—1852), Второй Империи при Наполеоне III (1852—1871), первые десятилетия Третьей Республики (1871—1940).
Французская литература в XIX веке пользовалась международным авторитетом и успехом. Среди литературных стилей века во Франции был распространен романтизм, реализм, натурализм и символизм.
Широкое распространение в 80-е годы XIX века во Франции получили произведения русских писателей (И. Тургенев, Л. Толстой, Ф. Достоевский), оказавшие влияние на литературное творчество французов.

## Романтизм
Во Французской литературе первой половины века господствовал романтизм, который связан с творчеством таких авторов, как Виктор Гюго, Александр Дюма, Франсуа-Рене де Шатобриан, Альфонс де Ламартин, Жерар де Нерваль, Шарль Нодье, Альфред де Мюссе, Теофиль Готье, Альфред де Виньи, Жорж Санд,  Жюль Жанен.

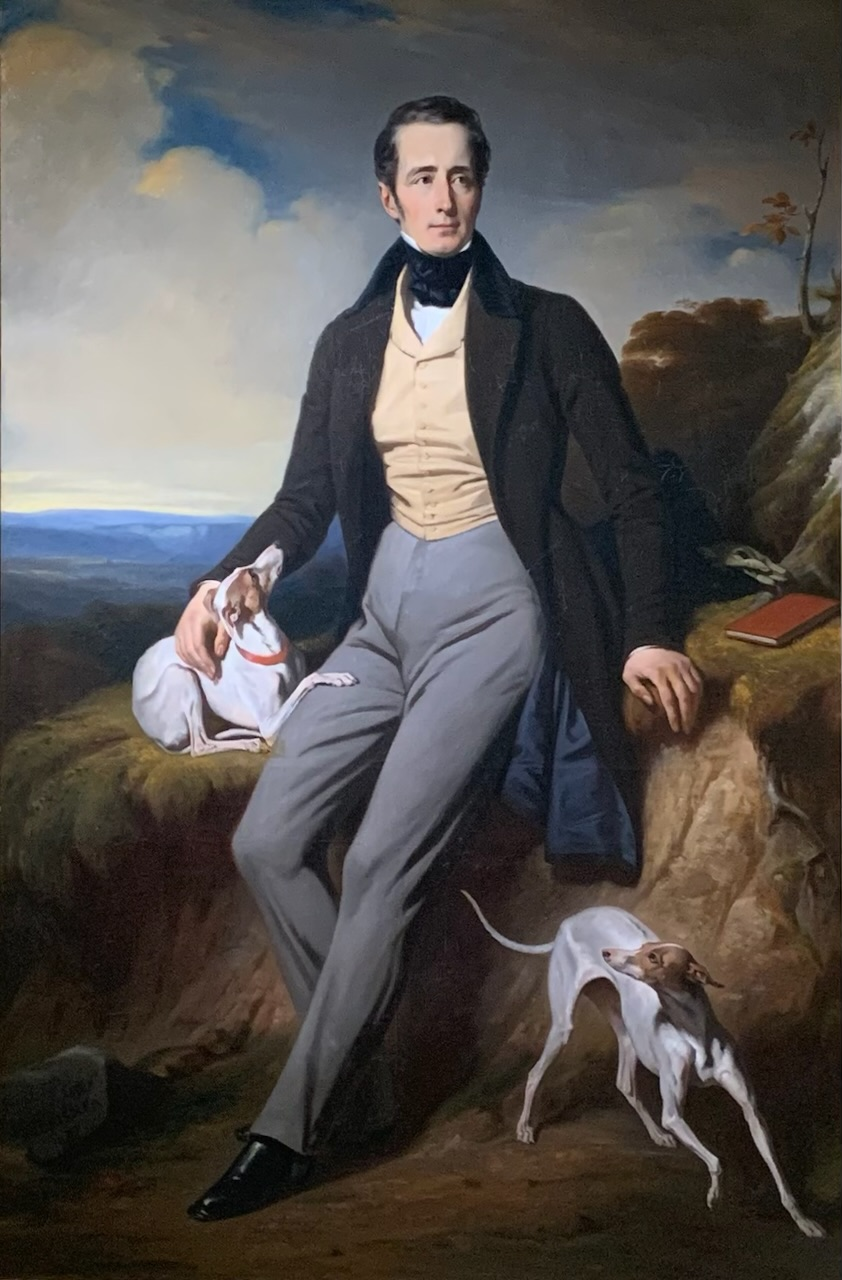
Ламартин

Французский романтизм использовал такие литературные формы, как исторический роман, готический роман. сентиментализм, экзотику и ориентализм. На французскую литературу первой половины XIX века большое влияние оказало творчество Шекспира, Вальтера Скотта, Байрона, Гёте и Фридриха Шиллера.
Литературный романтизм в Англии и Германии во многом предшествовал французскому романтизму, хотя здесь были своего рода элементы «пре-романтизма» в творчестве литераторов XVIII века — Этьенна Пивера де Сенанкура и Жан-Жака Руссо. Французский романтизм определился в творчестве Франсуа-Рене де Шатобриана и Бенжамена Констана и Мадам де Сталь. Его элементы нашли отражение в сентиментальной поэзии Альфонса де Ламартина.

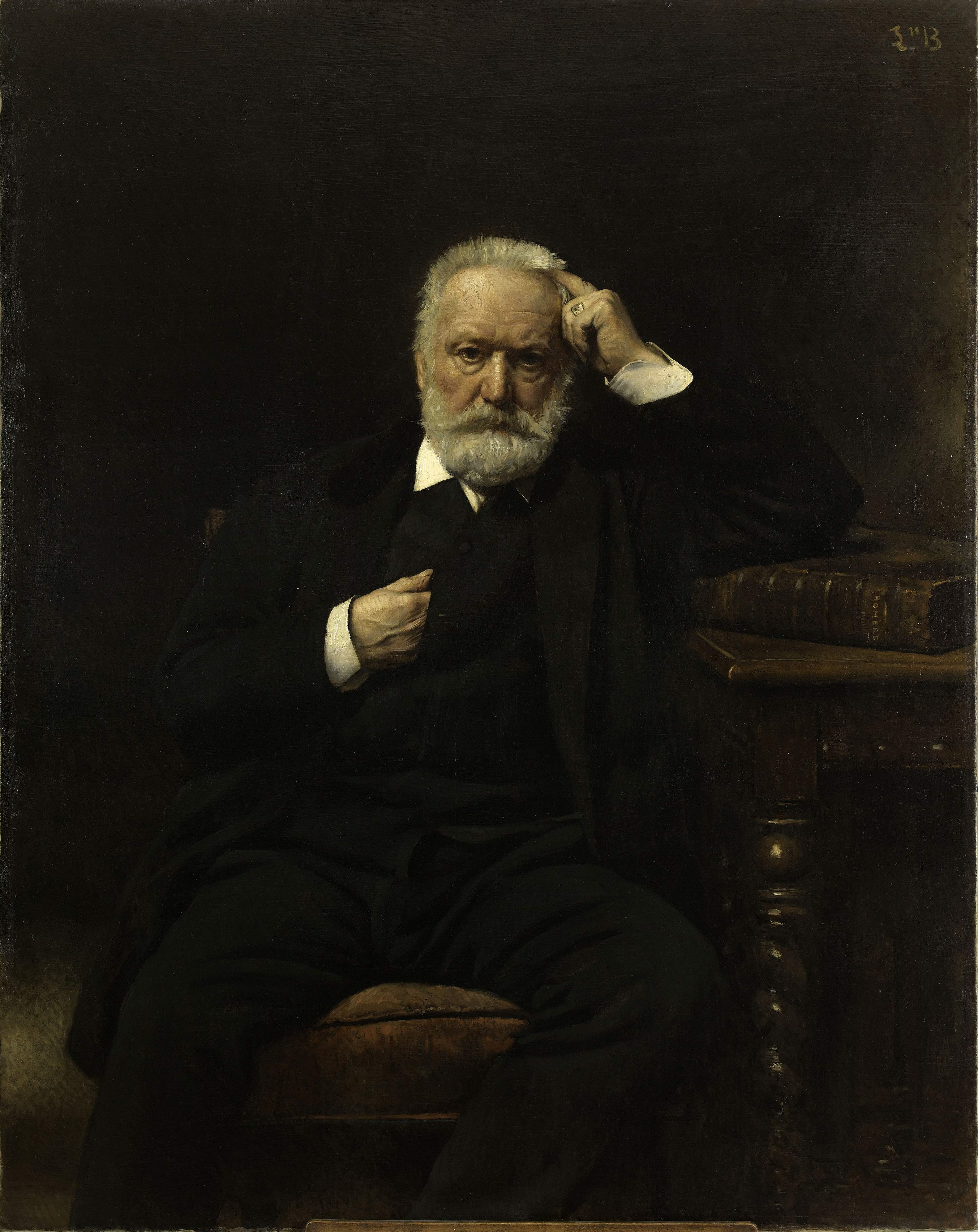
Виктор Гюго

Лидером романтической школы был Виктор Гюго, который совместно с Шарлем Огюстеном де Сент-Бёвом создал кружок «Сенанкль», объединивший романтиков. Известный поначалу как стихотворец и прозаик, Сент-Бёв впоследствии стал самым влиятельным литературным критиком Франции XIX века. Он впервые высказал мысль о непосредственной связи между произведением и жизнью писателя, ее историческим временем. Другими писателями, связанными с романтическим направлением были Альфред де Виньи, Теофиль Готье (преданный красоте и создатель движения «искусство ради искусства»), Альфред де Мюссе, который лучше всего иллюстрировал романтическую меланхолию. Все они писали романы и рассказы. Дюма-отец написал Три мушкетера и другие романтические романы. Писатели Проспер Мериме и Шарль Нодье были мастерами фантастики.
Романтизм был связан с рядом литературных салонов и групп: салон «Арсенал», сформированный вокруг Чарльза Нодиера располагался в библиотеке Арсенала в Париже в 1824—1844 годах, салон Cénacle, салон Шарля Луи Делеклюза, салон Антуана (или Антония) Дешам, салон Мадам де Сталь.

## Реализм
Выражение «реализм», применительно к литературе XIX-го века, означает попытку изобразить современную писателю жизнь и общество. Развитие реализма связано с развитием в стране науки. 

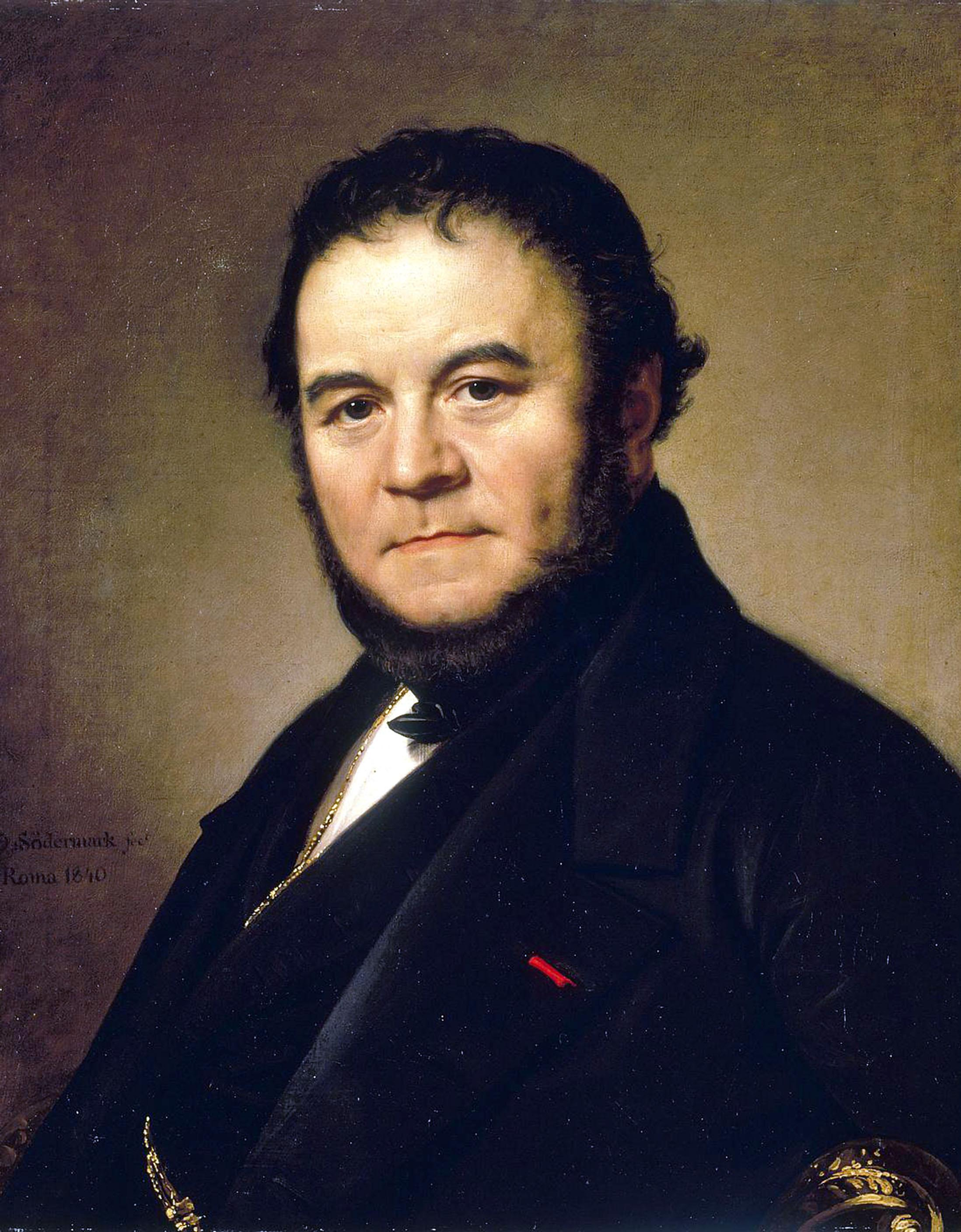
Стендаль

Романы Стендаля, включая Красное и чёрное и Пармская обитель, решали вопросы современного общества, используя темы и образы полученных от романтического движения. Оноре де Бальзак является наиболее ярким представителем реализма XIX века в фантастике. Его Человеческая комедия представляет собой обширную коллекцию из почти 100 романов. Это был самый амбициозный план, когда-либо созданных писателем. Реализм также появляется в произведениях Александра Дюма-сына.

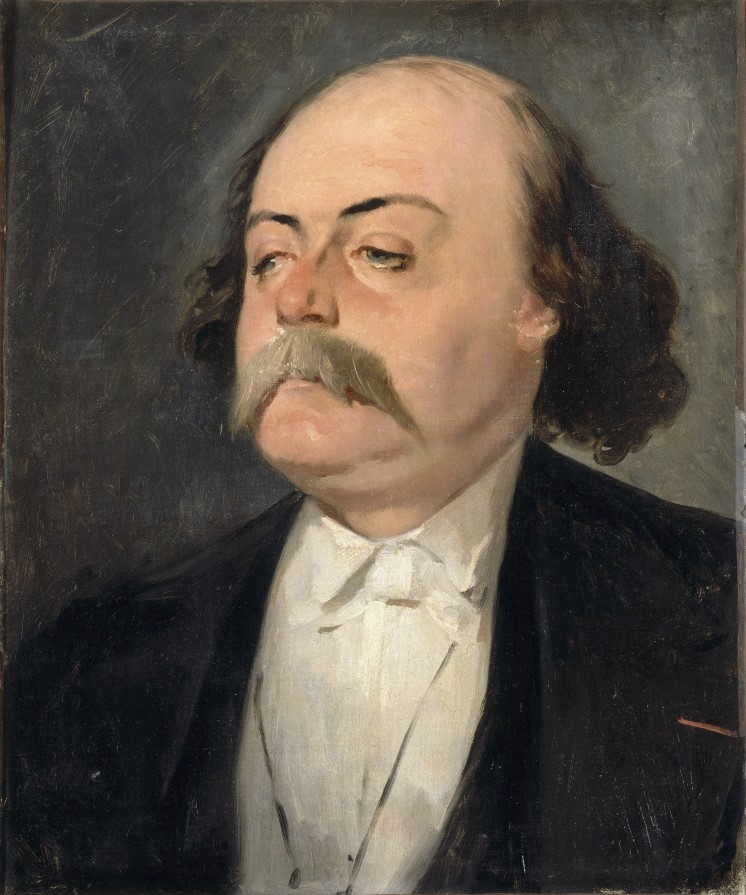
Флобер

Гюстав Флобер написал роман «Госпожа Бовари» (1857), который представляет собой высшую ступень в развитии французского реализма.
Театр середины XIX века также обратился к реализму в фарсах Эжена Марен Лабиша и моральных драмах Эмиля Ожье.
Наиболее известными представителями массовой литературы были Эжен Сю, Поль Феваль, Гюстав Эмар и Поль де Кок.

## Натурализм
С 1860 года во французской литературе заговорили о «натурализме». Авторы направления изображали страдания людей в суровых условиях реальной жизни. Ипполит Тен развил философию натурализма: он считал, что жизнь каждого человека определяется его наследственностью, средой и временем, в котором тот жил. Влияние творчества норвежских, шведских и русских писателей придало дополнительный импульс натуралистическому движению.
Первым по времени в жанре был роман братьев Гонкур «Жермини Ласерте» (1864). В романе авторы использовали следующие натуралистические методы: демократизация темы и героя; замена социального начала физиологическим; внимание к единичному факту и воспроизведение его во всех деталях; отказ автора от какой-либо оценки изображаемого им явления. В предисловии к роману братья Гонкур провозгласили «новый реализм», основанный на зарисовках с «натуры», строгом наблюдении и фиксации объективных фактов.
После смерти Жюля Гонкура (1830—1870) Эдмон Гонкур (1822—1896) написал ряд романов в этом жанре: «Девка Элиза» (1877), «Фосген» (1881), «Шери» (1884). В его романах натурализм постепенно перерастал в импрессионизм, для которого было характерно стремление фиксировать процесс жизни, выдвигать на первый план конкретно-чувственный образ, противопоставлять обобщенному, единичное, случайное.
Крупнейшим теоретиком натурализма был Эмиль Золя. В 60—80-е годы он написал «экспериментальные романы» «Тереза Ракен», «Мадлен Фера», теоретические работы «Экспериментальный роман», «Романисты-натуралисты», «Натурализм в театре», которые закрепили натуралистические принципы в литературе.
Романы и рассказы Ги де Мопассана нередко помечались меткой «натурализм», хотя он явно следовал реалистической модели своего учителя и наставника Флобера. В своем творчестве Мопассан использовал элементы, заимствованные из готического романа.
Натурализм наиболее часто ассоциируется с романами Эмиля Золя, в частности, его цикле романов Ругон-Маккары, которые включают в себя романы Жерминаль, Нана, Чрево Парижа и др.  К другим писателям натуралистам относились Альфонс Доде, Жюль Валлес, Жорис-Карл Гюисманс, Эдмон де Гонкур и его брат Жюль де Гонкур, Поль Бурже.

## Стихи

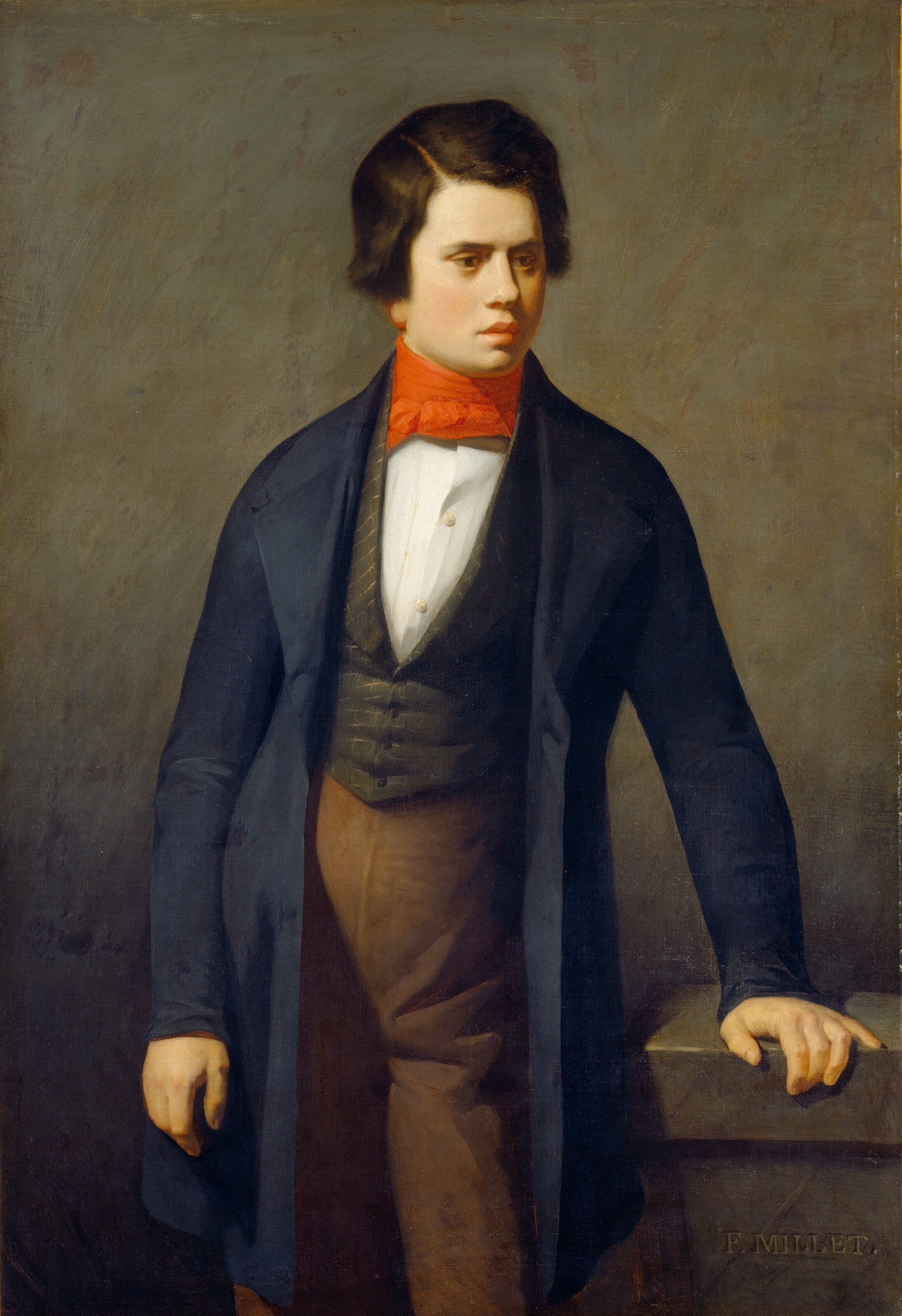
Леконт де Лиль в юные годы

Стихотворное творчество поэтов Франции развивалось в поэзии Леконта де Лиля, Теодора де Банвиля, Сюлли-Прюдома, Франсуа Коппе, Жозе-Мария де Эредиа, Поля Верлена, использующего понятие искусство ради искусства со стремлением к красивости произведения. Отдельным явлением в драматургии конца XIX века во Франции стала романтическая пьеса Эдмона Ростана «Сирано де Бержерак». Наиболее востребован постановщиками был бельгийский драматург французского происхождения Морис Метерлинк, чьи пьесы сильно преобразили театральный репертуар 1890-х годов. Также сочинял драмы Эжен Скриб, большинство произведений которого оказались однодневками.
Современная XIX веку наука и география были объединены с романтическими приключениями в произведениях писателя Жюля Верна — основателя жанра научно-фантастического романа. В своих произведениях «Двадцать тысяч лье под водой», 1870; «Таинственный остров», 1874; «Плавучий остров», 1895; «Вверх дном», 1899 и др., опираясь на известные достижения науки и техники XIX века писатель создал картину будущего, ввел в литературу героя — ученого, служащего науке и людям. Кроме того, Жюль Верн и Эжен Сю заложили фундамент французской приключенческой литературы.

## Символизм
Склонность писателя смотреть на жизнь без иллюзий и рассматривать её депрессивные и убогие аспекты появляется в творчестве французских писателей символистов. Подобные элементы встречаются в творчестве поэта Шарля Бодлера, в романах Жюля Барбе д’Оревильи.
Поэзия Бодлера и значительная часть литературы второй половины века характеризуется как «упадническая» с мрачным содержимым. Поль Верлен в 1884 году использовал выражение «poète maudit» («проклятый поэт») для обозначения творчества ряда поэтов, таких как Тристан Корбьер, Стефан Малларме и Рембо, которые игнорировались современными критиками. С публикацией Жаном Мореасом в 1886 году  Манифеста  символистов термин символизм часто применялся для новой литературной среды Франции.
Поэты Стефан Малларме, Поль Верлен, Поль Валери, Жорис-Карла Гюисманс, Артюр Рембо, Жюль Лафорг, Жан Мореас, Гюстав Кан, Альбер Самен, Жан Лоррен, Реми де Гурмон, Пьер Луис, Тристан Корбьер, Анри де Ренье, Вилье де Лиль-Адам, Стюарт Меррилл, Рене Гил, Сен-Поль-Ру, Оскар Милош, Альбер Жиро, Эмиль Верхарн, Жорж Роденбах, Метерлинк Морис и другие были признаны символистами, хотя каждый автор был по своему уникален в творчестве.